# Kulmbacher Spinnerei

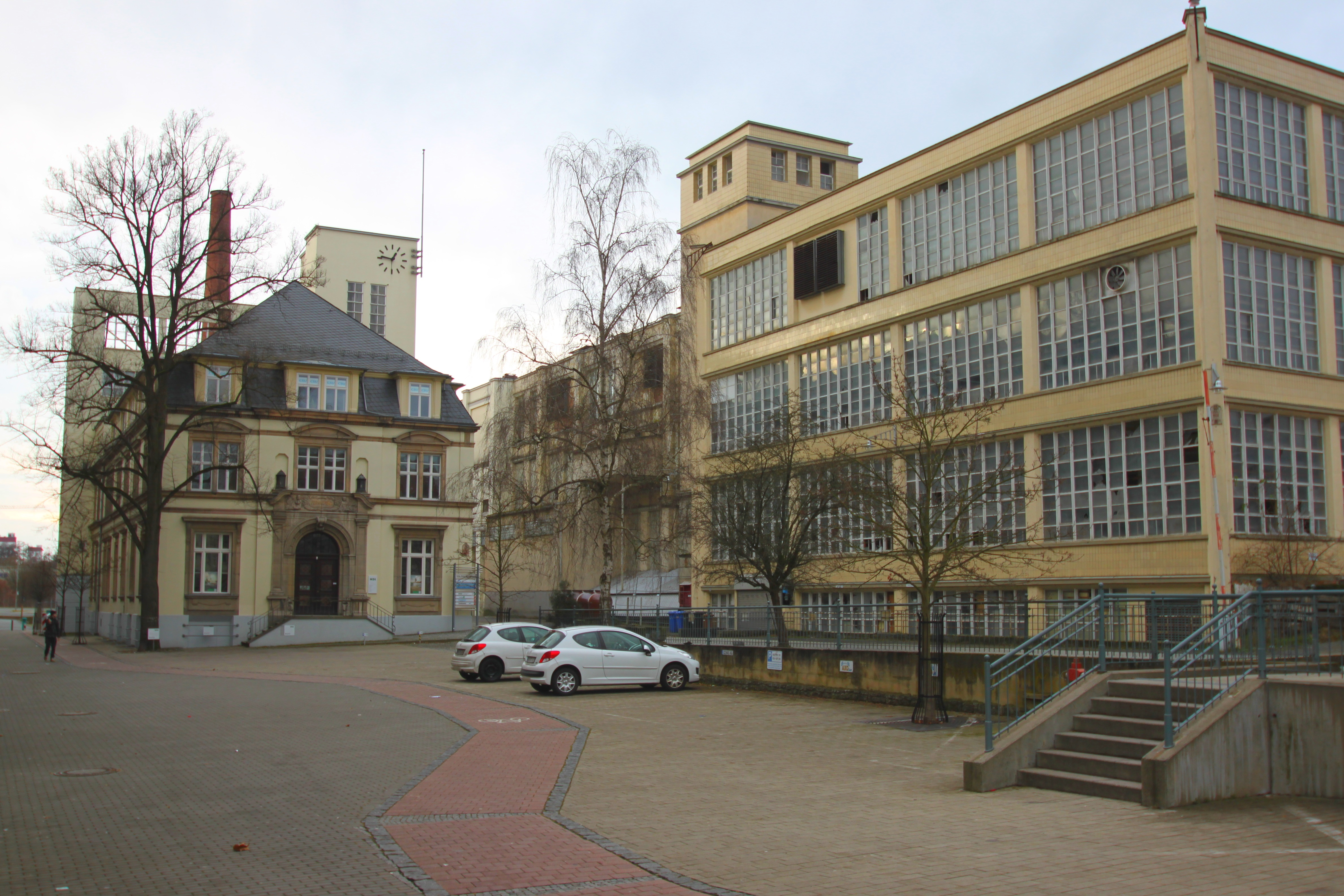
Kulmbacher Spinnerei in der Fritz-Hornschuch-Straße

Die Kulmbacher Spinnerei wurde 1863 als „Mechanische Baumwollen-Spinnerei Kulmbach“ in Form einer Aktiengesellschaft durch Bürger der Stadt Kulmbach gegründet. Nach einem Konkurs wurde sie 1870 als Kulmbacher Spinnerei Aktiengesellschaft neu gegründet. Die Textilunternehmerfamilie Hornschuch aus Fürth erwarb 1899 das Aktienkapital. 

## Geschichte
Im Jahr 1900 trat Fritz Hornschuch in die Leitung der Kulmbacher Spinnerei ein. 1903 wurde er zum alleinigen Vorstand der AG berufen. Nach einem Brand im selben Jahr wurde die Spinnerei in Kulmbach wieder aufgebaut. Bereits 1907 gründete Fritz Hornschuch einen Zweigbetrieb in Mainleus, der in den folgenden Jahren weiter ausgebaut wurde. Schon bei der ersten Erweiterung der Niederlassung in Mainleus 1912 wurde der Wohnraum durch den Zuzug von weiteren Arbeitern knapp. Die Kulmbacher Spinnerei, unter der damaligen Leitung von Fritz Hornschuch, begann deshalb mit dem Bau einer etwa 3 ha großen Wohnkolonie für die Arbeiter, die bis heute „Hornschuchshausen“ genannt wird. Bis zum Beginn des Zweiten Weltkrieges wurden insgesamt 51 Häuser für etwa 300 Bewohner errichtet. Das Ensemble steht noch und wird bewohnt.
Von 1900 bis zum Tod Fritz Hornschuchs 1955 wuchs die Kulmbacher Spinnerei von 25.000 Spindeln und 250 Mitarbeitern zu einem Großbetrieb mit rund 150.000 Spindeln, einer eigenen Weberei und Färberei und über 3.200 Beschäftigten. 
1972 erfolgte die Übernahme der Spinnerei, Zwirnerei und Färberei F. C. Bayerlein in Bayreuth und der Spinnerei Hohf & Zimmermann in Marktschorgast. Von 1974 bis 1981 wurden die Werke in Baiersbronn, Marktschorgast und Bayreuth geschlossen. Ab 1986 wurde die Effektspinnerei und -zwirnerei in Mainleus ausgebaut. Der Hauptbetrieb in Kulmbach wurde 1994 stillgelegt. Die Gebäude wurden zum ersten Kulmbacher Einkaufszentrum „fritz“ umgebaut. Außerdem entstanden auf dem Gelände ein Busbahnhof und ein Jugendzentrum.
Nach verlustreichen Jahren wurde die Aktiengesellschaft aufgelöst und im Rahmen eines Management-Buy-out als GmbH am Standort Mainleus weitergeführt. Im Zuge der Wirtschaftskrise ab 2008 geriet die Kulmbacher Spinnerei jedoch erneut in wirtschaftliche Schwierigkeiten. 2010 musste das Unternehmen erstmals Insolvenz anmelden. Im September 2012 ging auch das Nachfolgeunternehmen Kuspi in die Insolvenz. Der Betrieb der Spinnerei in Mainleus wurde im Dezember 2012 eingestellt, der Betrieb der Färberei im März 2013.

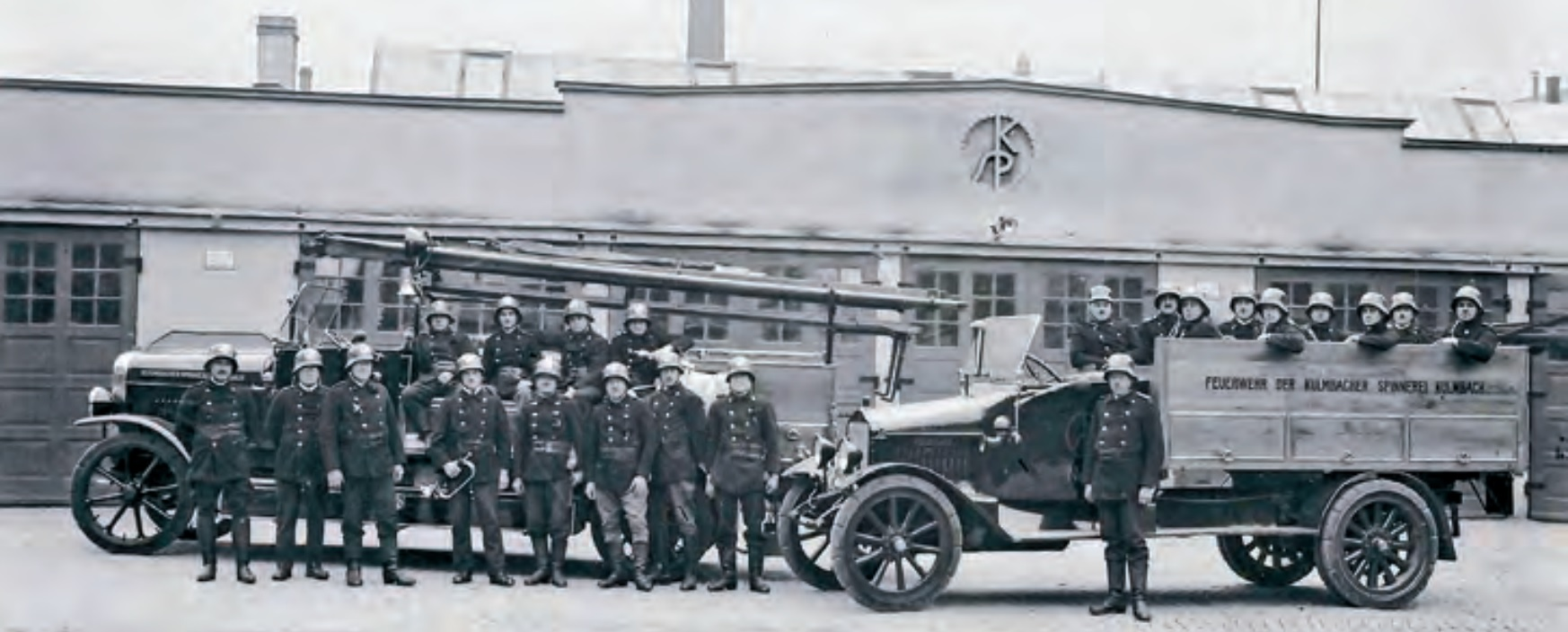
Werkfeuerwehr Kulmbach mit ihrer Magirus-Automobilspritze und dem Mannschaftswagen vor den Garagen im Werk Kulmbach, 1920er Jahre

Die Kulmbacher Spinnerei unterhielt an den Standorten Kulmbach und Mainleus ab 1923 die Werkfeuerwehr Kulmbacher Spinnerei.